# معركة باب الأسفار
معركة باب الأسفار أو معركة الخندق الثانية هي معركةٌ وقعت في شمال الأحساء بين باب الأسفار وقصر الخندق نتيجةً لتمرد القرامطة وأنصارهم ضد الحُكم العيونيّ لبلاد الأحساء سنة 470 هـ.

### فِهرِس المراجع
1. ↑  خليل (2006)، ص. 110.

### بَيانات المراجع
الكُتُب مُرتَّبة حَسب تاريخ النَّشر
- محمد محمود خليل (2006). تاريخ الخليج وشرق الجزيرة العربية المسمى إقليم البحرين: في ظل حكم الدويلات العربية (العيونيين-العصفوريين-بني جروان-سلطنة هرمز-الجبور) (ط. 1). القاهرة: مكتبة مدبولي. ISBN:977-208-592-5. LCCN:2006308817. OCLC:70634495. OL:16272475M. QID:Q118669529.